# Lego – Clutch Powers kalandjai
A Lego – Clutch Powers kalandjai (eredeti cím: Lego: The Adventures of Clutch Powers) 2010-ben bemutatott amerikai–brit 3D-s számítógépes animációs film, amelynek a rendezője Howard E. Baker, az írója Tom Rogers, a producerei Lawrence Kasanoff, Jimmy Ienner, Kristy Scanlan és Joshua R. Wexler, a zeneszerzői Eric Wurst és Davis Wurst. A mozifilm a Tinseltown Toons, a Threshold Animation Studios és a The Lego Group gyártásában készült, a Universal Studios Home Entertainment forgalmazásában jelent meg. Műfaját tekintve kalandfilm és filmvígjáték.
Amerikában 2010. február 23-án mutatták be DVD-n.

## Szereplők
| Szereplő                                                                                                  | Eredeti hang        | Magyar hang     |
| --- | ------------------- | --------------- |
| Clutch Powers                                                                                             | Ryan McPartlin      | Csőre Gábor     |
| Peg Mooring                                                                                               | Yvonne Strahovski   | Roatis Andrea   |
| Kjeld Playwell                                                                                            | Paul Michael Glaser | Rosta Sándor    |
| Brick Masterson                                                                                           | Roger Rose          | Láng Balázs     |
| Bernie von Beam                                                                                           | Jeff Glen Bennett   | Seder Gábor     |
| Artie Fol                                                                                                 | Jeff Glen Bennett   | Szokol Péter    |
| Mallock                                                                                                   | Stephan Cox         | Forgács Gábor   |
| Varen herceg                                                                                              | Christopher Emerson | Markovics Tamás |
| Vázas | Alex Desert         | Sörös Miklós    |
| Csontos                                                                                                   | Chris Hardwick      | Moser Károly    |
| Hogar, a troll                                                                                            | Richard Doyle       | Imre István     |
| Lofar, a törpe                                                                                            | John Di Crosta      | Maday Gábor     |
| További magyar hang                                                                                       |                     |                 |
| Bor László, Élő Balázs, Fehér Péter, Gubányi György István, Joó Gábor, Kisfalusi Lehel, Nádorfi Krisztina |                     |                 |